# Rafael Sempere Esclápez
Rafael Sempere Esclápez (Elx, 29 de març de 1777 - La Corunya, 14 de març 1854) va ser un militar valencià, Capità general d'Aragó durant el regnat de Ferran VII d'Espanya.
Ingressà com a cadet al Regiment d'Astúries en 1790 i el 1792 va participar en la defensa d'Orà. En tornar va passar al Regiment de Dragons de Pavía, amb els que va lluitar al a Guerra Gran (1793-1795) i en la guerra de les Taronges (1801-1802). Després es retirà de l'exèrcit, però va tornar quan va esclatar la guerra del francès. En 1810 ascendí a tinent i en 1811 a capità i comandant, lluitant a Ulldecona, Terol i Vinaròs. Retirat entre 1813 i 1820, aquell any va fer un pronunciament reialista a Extremadura que va fracassar. En 1822 va aixecar la Guàrdia Reial que es va enfrontar a la Milícia Nacional a la Puerta del Sol de Madrid. El 1823, un cop restablert l'absolutisme de Ferran VII, fou ascendit a mariscal de camp i va lluitar contra els liberals a Sagunt, Morella i Vinaròs. En 1825 va rebre la Creu de Sant Ferran i entre gener i febrer de 1826 fou Capità general d'Aragó. De 1826 a 1832 fou comandant general de la província de Tui, en 1843 fou interinament capità general de Galícia i en 1846 governador militar de Ferrol, càrrec des del que va combatre la revolució de 1846.
Fou condecorat amb la Gran Creu de l'Orde de Sant Hermenegild en 1849.